# جون دي ويت وارنر
جون دي ويت وارنر هو محامي وسياسي أمريكي، ولد في 30 أكتوبر 1851، وتوفي في 27 مايو 1925 في نيويورك في الولايات المتحدة. نشط حزبياً في الحزب الديمقراطي. وقد انتخب عضو مجلس النواب الأمريكي ‏.